# Yoshihito Iizuka
Yoshihito Iizuka (飯塚 欣士 Iizuka Yoshihito?, nacido el 7 de mayo de 2001 en Gunma) es un futbolista japonés que juega como guardameta.
En 2019, Iizuka se unió al FC Tokyo de la J1 League.

## Trayectoria

### Clubes
| Club     | País  | Año    |
| -------- | ----- | ------ |
| FC Tokyo | Japón | 2019 - |

## Estadística de carrera

### J. League
| Club            | Año   | J. League | J. League | Copa J. League | Copa J. League | Total | Total |
| Club            | Año   | Part.     | Goles     | Part.          | Goles          | Part. | Goles |
| --------------- | ----- | --------- | --------- | -------------- | -------------- | ----- | ----- |
| FC Tokyo        | 2019  | 0         | 0         | 0              | 0              | 0     | 0     |
| FC Tokyo sub-23 | 2019  | 1         | 0         | -              | -              | 1     | 0     |
| Total           | Total | 1         | 0         | 0              | 0              | 1     | 0     |